# ミシシッピ・デルタ

ミシシッピ・デルタの地図とアメリカ合衆国における位置（右下図）

ミシシッピ・デルタ（英: Mississippi Delta）は、アメリカ合衆国ミシシッピ州北西部のミシシッピ川とヤズー川に挟まれた領域である。ミシシッピ川下流のテネシー・アーカンソー・ミシシッピ・ルイジアナなどの州にまたがる地域で、地理学的にはデルタ（三角州）ではない。この地域は「地球上で最も南部的な場所」とも言われる（「南部」はアメリカ合衆国南部を指す）。これはそこに特徴ある人種的、文化的、および経済的歴史があるからである。大きさでは、南北の長さ200マイル (320 km)、東西の最大幅70マイル (112 km)、面積約4,415,000エーカー (17,870 km2)、7,000平方マイルほどの沖積平野である。当初は低地全体を硬木の森で覆われていたこの地域は、南北戦争（1861年-1865年）前の時代に国内でも最大級に肥沃な綿花栽培地域として開発された。多くの投機家が惹きつけられ、綿花プランテーションのために川沿いの土地を開発した。彼らは黒人奴隷の労働力に頼る裕福な農園主となり、南北戦争よりもかなり前に黒人が人口の過半を占めることとなり、白人の2倍になるところも多かった。
まず川沿いの地域が開発され、鉄道の建設は緩りとしたものであり、南北戦争後となってもミシシッピ・デルタの低地の大半は未開のままだった。黒人や白人が地域に移住して来て、土地を買うためにその労働力を使って土地を切り開き木材を売った。19世紀が終わるまでに黒人農夫はミシシッピ・デルタ地域の独立農夫の3分の2を占めていた。1890年、白人が支配する州議会が新しい憲法を成立させて、事実上州内の黒人の大半から選挙権を取り上げた。その後の30年間、大半の黒人は借金返済に窮し、政治的にも力を奪われたので、土地まで失うことになった。アフリカ系アメリカ人は生き残るために小作人に身を落とすしかなくなった。政治的に排除された状態は、1960年代に公民権法が成立した後まで続いた。
アフリカ系アメリカ人はブルースやジャズという形で音楽を発展させた。デルタ地域の郡部住人の大半は黒人だったが、20世紀前半に起きた大移住時代に40万人以上のアフリカ系アメリカ人が、北部、中西部、西部の工業都市に移転して行った。
農業依存の経済では就職機会や事業機会も多くなく、地域は経済を多様化させるために懸命に努力する必要があった。製材業が重要であり、大型機械化農園主によって大豆など新しい農産物が地域に導入された。
ミシシッピ・デルタは度々大きな洪水に見舞われてきた。1927年のミシシッピ大洪水や2011年の洪水が有名である。

## 地理
ミシシッピ・デルタは実際のところ川のデルタ（三角洲）ではなく、数千年の間に繰り返されたミシシッピ川とヤズー川の氾濫によって形成された沖積平野の一部である。概して平坦であり、世界でも最大級に肥沃な土壌があると言われている。大きさでは、南北の長さ200マイル (320 km)、東西の最大幅70マイル (112 km)、面積約4,415,000エーカー (17,870 km2)、7,000平方マイルほどの沖積平野である。その東側はヤズー川の向こう側に広がる崖が境界になっている。
デルタの中には、ワシントン郡、ハンフリーズ郡、キャロル郡、イサケナ郡、クイットマン郡、ボリバー郡、コアホマ郡、レフロア郡、サンフラワー郡、シャーキー郡、テイト郡、トゥニカ郡、タラハチー郡、ウォーレン郡が含まれ、デソト郡、パノラ郡、ホームズ郡、ヤズー郡、グレナダ郡はその西部が入っている。
一方、ミシシッピ川がメキシコ湾に注ぐ場所で形成され歴史的にいつも形を変えているデルタ（鳥趾状三角州）は、このミシシッピ・デルタより約300マイル (480 km) 南にあり、通常ミシシッピ川デルタと呼ばれる。メディアや通常の会話において、この2つはしばしば混同されている。

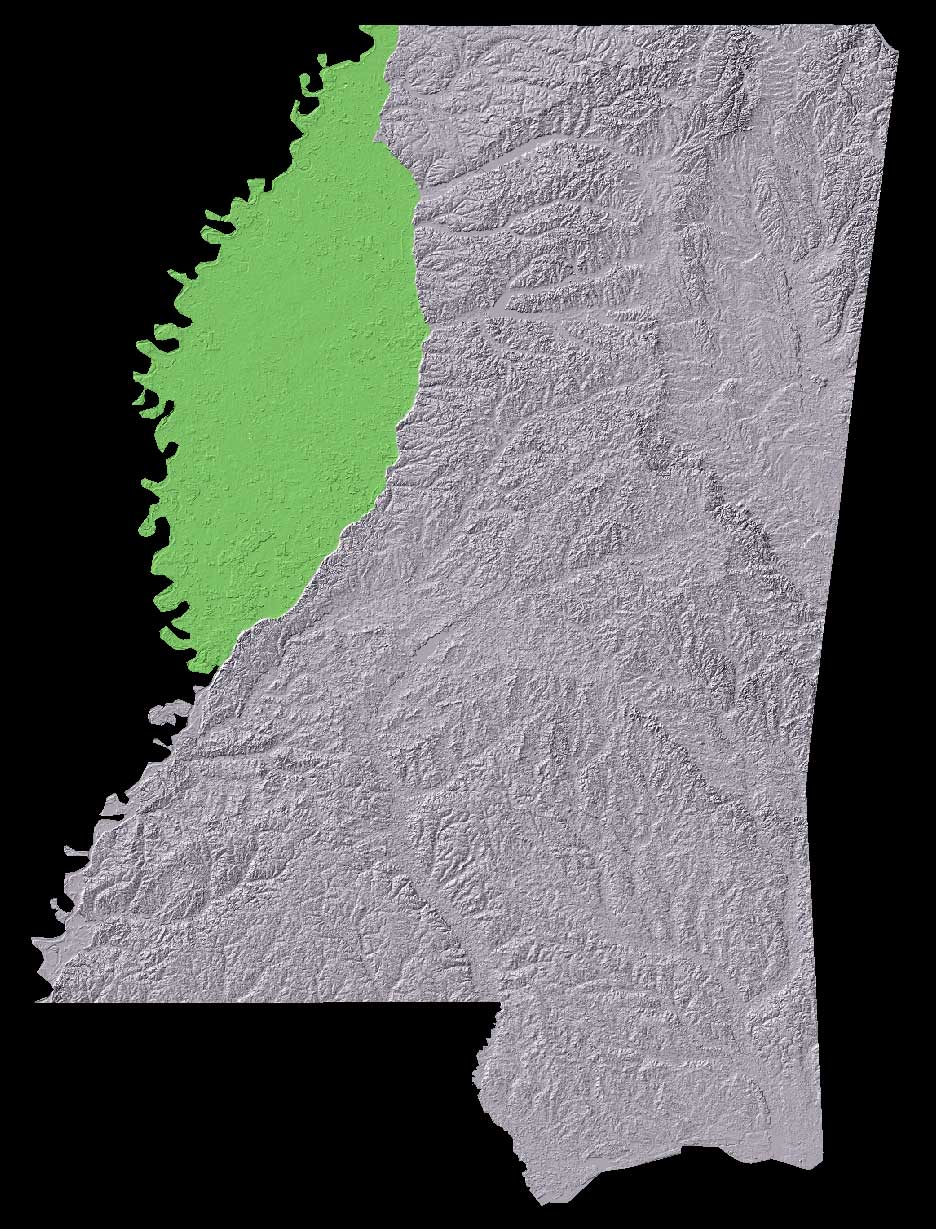
ヤズー川とミシシッピ川で形成された氾濫原

## 音楽
ミシシッピ・デルタは、デルタ・ブルースやロックンロールなど、幾つかポピュラー音楽のジャンルが始まった場所と強く関連している。大半が黒人の小作人が、貧困と苦難で特徴づけられる生活を送っていたが、都市や1つの国のビート、リズム、歌となる音楽の中でその苦闘を表現した。
ガッソーは、1920年から1942年の間にこの地域でブルースの音楽家と黒人の牧師の間に起きた紛争を検証している。牧師達はブルースを「悪魔の音楽」だと非難した。これに応えてブルースの音楽家達はその音楽の中で説教師達を皮肉った。例えばブルースグループのミシシッピ・シークスの『彼はあれを宗教と呼ぶ』（He Calls That Religion）という歌がある。その歌詞では黒人牧師が罪ある振舞に関わり煽っていると非難した。黒人の住民は貧しく、音楽家や牧師はその金を競って奪った。第一次世界大戦の前に始まったアメリカ合衆国北部都市への大移動によって、黒人社会や教会を著しく弱体化させたが、音楽家達は工業都市であるシカゴやセントルイスのブルースと言う形で互いにしのぎを削った。

## 農業とデルタの経済

### プランテーション
2世紀以上にわたって農業がデルタ経済の根幹にあった。18世紀に、ヨーロッパ人開拓者によって、サトウキビと米がカリブ海からこの地域に導入された。砂糖と米の生産はルイジアナ州南部、後にはアーカンソー・デルタを中心に行われた。
初期の農業にはナチェズ地域での限られた量のタバコ栽培や、ミシシッピ川下流部でのインディゴ生産も含まれていた。大家族に支えられたヨーマン（自営農民）フランス人農民が骨の折れる土地の開墾を始めた。開拓者はアメリカ・インディアンを奴隷化しようとしたが、インディアンは逃亡した。18世紀、フランス人、スペイン人、イングランド人はインディアンの奴隷制度を終わらせ、その代わりに奴隷にしたアフリカ人の輸入を始めた。その初期の時代に、アフリカ人労働者は米とインディゴの栽培法や加工法に関する重要な知識や技能をもたらした。西アフリカで数十万人のアフリカ人が捕まえられ、奴隷として売られて北アメリカに運ばれた。
18世紀後半にコットン・ジンが発明され、短繊維の綿花の栽培を利益の出るものにした。この短繊維綿花はアメリカ合衆国南部のアップランドサウス地域で栽培され、ディープサウスと呼ばれるようになる地域全体で、急速なキング・コットンの発展に繋がった。労働力に対する需要が高いために国内での奴隷売買が進み、100万人以上のアフリカ系アメリカ人奴隷が南部で売買され、アッパーサウスの家庭から移住を強いられた。この地域にヨーロッパ系アメリカ人の入植が続いた後、アメリカ合衆国議会は1830年にインディアン移住法を成立させ、インディアンの土地所有権を消失させた。文明化五部族など多くのインディアン部族がミシシッピ川の西に移動させられ、ヨーロッパ系アメリカ人の開拓地は、ジョージア州、アラバマ州、ミシシッピ州、ルイジアナ州、テキサス州に急速に広がった。綿花が大々的に栽培される地域で、白人の人口を奴隷の人口が大きく上回ることになった。
多くの奴隷はニューオーリンズの奴隷市場から川船でデルタの町に送られてきた。ニューオーリンズは1840年までに国内第4位の都市になっていた。他に北のテネシー州メンフィスやケンタッキー州ルイビルから川を下って送られてきた奴隷がおれば、海岸地域での奴隷売買によって海から送られてくる奴隷も居た。この時代までに、奴隷制度は人種的階級制度として確立されていた。アフリカ系アメリカ人は何世代にもわたって農産物プランテーションのために働き、それを著しく利益の出るものにした。ジェファーソン・デイヴィスなど後にミシシッピ州に住むようになった者達の意見では、奴隷になったアフリカ人は神の意思を反映したものであり、キリスト教化され、アフリカに留まっていたらなっていたであろうものと比較して、その生活状態を改善することに繋がったというものだった。デイヴィスに拠れば、アフリカ人は「幾らかも利益の出ない野蛮状態から、数多い効率的キリスト教徒労働者に昇華した」ものということになった。
19世紀初期までに、世界的なに大きな需要のある綿花はデルタの主要作物となっていた。ニューイングランドやニューヨークの工場もその加工のために綿花を必要とし、ニューヨーク市は綿花貿易と密接に結びついていた。多くの南部農園主が事業のためにしばしばニューヨーク市に旅し、そこにお気に入りのホテルがあった。1822年から綿花に関する輸出額は、ニューヨーク市の港から輸出される額の半分を占めていた。1861年、民主党員のニューヨーク市長フェルナンド・ウッドは、南部との事業上の結びつきが強かったので、ニューヨーク市のアメリカ合衆国からの分離を要求した。ニューヨーク市は最終的に戦争を支持する州に合流したが、金持ちが金で兵役を逃れることができるときに、戦わねばならない移民は不満を抱いた。
歴史家のスヴェン・ベッカートは、当時の綿花の傑出した重要性と今日の石油の重要さを比較してデルタを「いわば19世紀初期のサウジアラビア」と表している。
綿花に対する需要は南北戦争の後になって、綿花の価格が下降する時代に入っても、依然として高いままだった。綿花農園主はこの地域の沖積土壌が常に更新されていると考えていたので、1830年代から1850年代後半まで続いた農業ブームが広範な土壌質の退化と浸食を生んだ。農業に関する知識もないままに、戦後も同じやりかたで綿花を栽培し続けていた。
戦前のプランテーションは概して川に近い尾根の上に開発され、川を使って市場まで製品を運んだ。ミシシッピ州の土地の大半は依然荒野と見なされ、その開発にはさらに新しい人口、労働力を必要としていた。これらの地域は深い森、叢林、藪に覆われていた。
南北戦争の終戦後、ミシシッピ州の低地の90%は未開の状況だった。州はそのフロンティアに数多い移民を誘致した。彼らは土地を切り開く労働力と引き換えに、材木を売って土地を購入できた。黒人も白人も何万人もの開拓者がこの地域に惹きつけられた。19世紀が終わるまでに、ミシシッピ・デルタの独立農夫の3分の2は黒人だった。しかし、綿花価格が低い状態が続き、多くの者が大きな負債を抱えるようになり、白人農夫よりも信用を得るために難しい時代だったので、その土地を次第に切り売りしなければならなかった。1910年から1920年、奴隷解放後のアフリカ系アメリカ人の第1および第2世代が、その所有する土地を失っていた。彼らは生き残るために小作人になった。
小作農が、奴隷に依存していたプランテーションの体系に置き換わった。アフリカ系アメリカ人の家庭は、労働者の集団で働くよりも、幾分の自立を続けることを選んでいた。その多くは文盲だったので、農園主の計算時にはうまく利用されることが多かった。地域で黒人がリンチに会う数は計算結果を出す時に増えており、研究者は地域の経済がうまく行っていなかった時代とリンチの関係があることも見つけた。
小作制では、各家庭が独自の決断をすることとなり、地域で農業の進歩的な技術を使うことには障害となった。19世紀後半、特にアーカンソー州やミズーリ州ブートヒール部にある湿地の開拓や排水によって、小作に利用する土地が増えた。
農園主は労働者を必要とし、19世紀にはイタリア人を、20世紀には中国人を採用してその需要を満たした。中国人の多くは1900年から1930年の間にミシシッピ州に入った。彼らは畑の労働者から直ぐに脱出し、小さな田舎町では特に商人として自立するために地域社会として金を貯めた。

### 機械化と移民
1920年代と1930年代、デルタ地帯の農園で機械化が進み、労働力に対する需要が減少すると、職にあぶれた白人やアフリカ系アメリカ人が土地を離れ、町や都市に移った。何万人もの黒人労働者が、ジム・クロウ法の南部を離れ、アフリカ系アメリカ人の大移動と呼ばれた動きの中で北部や中西部でより良い生活の機会を求めた。多くの者は鉄道を使って真っ直ぐ北に行き、セントルイスやシカゴに入った。地域で大規模な農業機械化が進んだのは、1930年代の世界恐慌やその後の時代になってからだった。農業の機械化とデルタの外の国内で仕事があるようになったことで、デルタ住民の他地域への流出を加速させた。農業は利用可能な労働力を吸収できず、家族全員が出て行き、多くは鉄道で北のシカゴに向かった。同じ町の出身者は互いに近所に住むことが多かった。
1930年代から1950年代、デルタは農業ブームになった。戦時の需要の後には、ヨーロッパの再建のための需要があり、デルタ地域の農産物に対する需要が広がった。農業の機械化が続き、女性は畑仕事からサービス産業に移り、男性は農園でトラクターを運転した。1960年代から1990年代、デルタ地域の数多い小農園や住居は大きな農業法人に吸収され、デルタの小さな町は成長が止まった。
20世紀の後半から、デルタ下流の農業は次第に、大きな土地を保有する家族や非住民法人組織によって支配されるようになった。その農作業はほとんど機械化され労働コストを最小にした。そのような農業法人は資本集中型であり、数百、数千エーカーの土地が、綿花、砂糖、米、大豆など換金作物の栽培に使われた。

## 政治的環境
白人の民主党員は19世紀後半に州議会の支配を取り戻すために、不正行為、暴力と脅しを使った。ミシシッピ州のレッド・シャーツのような準軍事組織が、共和党員や黒人に対して州議会の候補者への投票を抑えるよう活動した。しかし、多くの黒人が地方の役人に選ばれ続け、共和党とポピュリストの間で人種間の連衡ができ、1880年代後半には短期間だが州議会での勢力を取り戻した。
1890年、ミシシッピ州議会は、共和党勢力に支配権を取り返されるのを防ぎ、選挙に絡む暴力を止めさせるために、新しい憲法を成立させてこれら政治的課題を解決させた。それは、人頭税、識字能力試験、祖父条項などの手段を使って、事実上大半の黒人から選挙権を取り上げており、裁判所への訴訟に対抗できるものとした。1つの手段が裁判所によって取り消されたとしても、州は別の手段を使って政治の体系から黒人を除外し続けられるようにしていた。黒人は選挙で投票できず、陪審団にも参加できなかった。白人はジム・クロウ法と呼ばれる人種差別を強制する法を成立させていった。
この白人至上の体系は暴力と経済的牽制によって維持されていたが、黒人が市民として憲法に保証される権利を取り戻そうと動いた公民権運動が活発になる時代に入って、事情が変化した。デルタの各郡はその変化に白人が激しく抵抗した場所であり、黒人が有権者登録をしたり、公共施設を使おうとしたときに殺害された。公民権運動が成功し、1965年投票権法が成立した後までも、アフリカ系アメリカ人は憲法に保証される権利を行使できない状態が続いた。

### 多様化
この地域の農業が栄えた歴史の名残は、デルタ下流の高規格道路や側道の傍に散開している。大きな町は、教育、政治、医療の分野で経済発展を行って生き残った。ナマズ養殖、養鶏、米、トウモロコシ、大豆などの栽培農業が重要なものと見なされてきた。今日、これら産品の商品価値はデルタ下流における綿花生産に匹敵するものとなっている。川が鉄道への主要な輸送と交易のルートであった時代から、より重要なことに、高規格道路が新しい役割と事業機会を求めて苦闘する川の都市を置き去りにした。
近年、南部における自動車産業の成長によって、デルタでも多くの部品メーカーが生産施設を開いた。これはミシシッピ川のアーカンソー・デルタ側や、貧窮度の高い他の地域でも同じだった。1990年代、ミシシッピ州のカジノ賭博が合法化され、特にトゥニカやヴィックスバーグの地域でデルタの経済に刺激を与えた。
この地域で大きな文化的な影響力は狩猟と漁労の歴史である。デルタにおける狩猟は、オジロジカ、野生の七面鳥、水禽類など大型の獲物や、リス、ウサギ、ハト、ウズラ、アライグマなど多くの小型の獲物も対象にしている。長年、狩猟と漁労が地域の観光資源として観光客も惹きつけてきた。ミシシッピ・デルタは、アメリカ大陸の渡り鳥のコースの中でも最大であるミシシッピ・フライウェイの中央にあることで、世界でも最大級に水禽類が集まる場所となっている。

## デルタの都市と町
- ベイツビル
- ベルゾーニ
- クラークスデール
- クリーブランド
- グリーンビル
- グリーンウッド
- ガニソン
- ホルコム
- インディアノーラ
- リーランド
- マークス
- マウンドバイユー
- ローズデール
- ルールビル
- シェルビー
- トゥニカ
- ヴィックスバーグ
- ヤズーシティ
- キャロルトン

## 祭
以下のリストはデルタ地域で毎月のように行われる様々な祭である。

| 2月 - ミシシッピ川マラソン（グリーンビル） 3月 - ミシシッピ・イタリア祭（クリーブランド） 4月 - リバーゲイト祭（トゥニカ） - 世界ナマズ祭（ベルゾーニ） - リーランド・ザリガニ祭（リーランド） - クロスタイ（枕木）芸術とジャズ祭（クリーブランド） - ジューク・ジョイント祭（クラークスデール） - リバーフェスト（ヴィックスバーグ） - ドラゴン・ボート祭（グリーンビル） 5月 - ディープ・デルタ祭（ローリングフォーク） - リバー・トゥ・ザ・レイルズ祭（グリーンウッド） - メインストリーム芸術と工芸祭（グリーンビル） - 夏祭り（ホランデール） - ショーフェスト（2010年はトゥニカ） - ウェブ・デイ祭（ウェブ） 6月 - B・B・キング・ホームカミング祭（インディアノーラ） - ハイウェイ61ブルース祭（リーランド） - デルタ・ジュビリー（クラークスデール） | 7月 - 第1金曜日ジャズ祭（グリーンビル） 8月 - サンフラワー・リバー・ブルース祭（クラークスデール） 9月 - 9月祭（マウンドバイユー） - デルタ・エアー・アンド・バルーン祭（グリーンウッド） - ミシシッピ・デルタ・ブルース歴史遺産祭（グリーンビル） - チャールストン・デイ・レユニオン（チャールストン） - ゲイトウェイ・トゥ・ザ・デルタ祭（チャールストン） - デルタ州立大学ピッグ・ピッキン（クリーブランド） 10月 - グレート・デルタ・ベア・アフェア - オクトーバーフェスト（クリーブランド） - グレート・ルールビル・ロースト - キング・ビスケット・ブルース祭（アーカンソー州ヘレナ＝ウェストヘレナ） - 蛙祭（リーランド） - マイティ・ミシシッピ音楽祭（グリーンビル） - デルタ・ホット・タマーリ祭（グリーンビル）、ホット・タマーリはメキシコ料理、また俗語でセクシーな女 11月 - エレクトロアコースティック・ジューク・ジョイント（クリーブランド） 12月 - ロイ・マーティン・デルタ・バンド祭（グリーンウッド） |

## 政府とインフラ

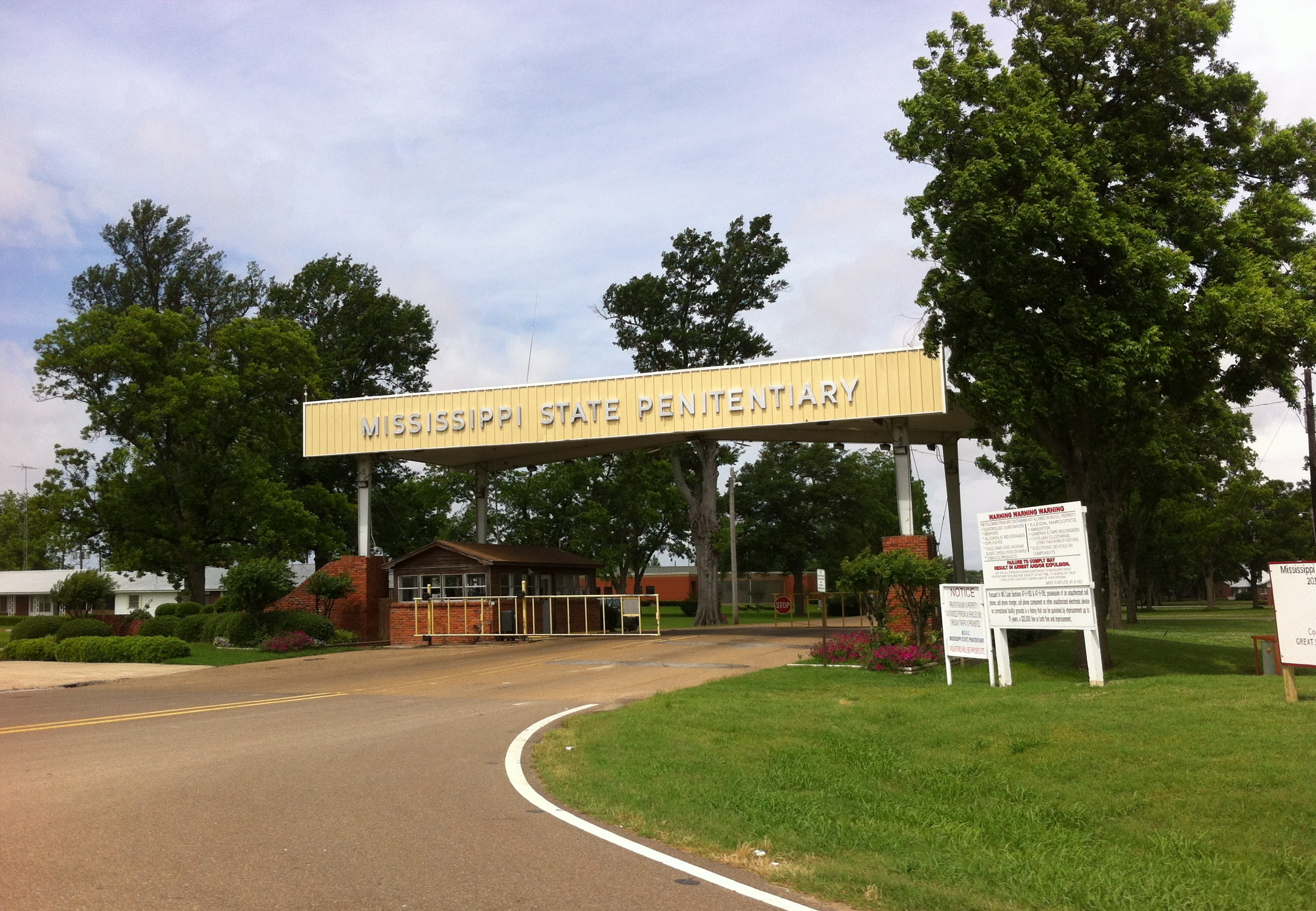
ミシシッピ州立刑務所

ミシシッピ州矯正省がサンフラワー郡の未編入領域にあるミシシッピ州立刑務所を運営している。雑誌「ガバニング」のジョン・バンティンは、ミシシッピ州立刑務所が「私の故郷であるグリーンビルを含め、ミシシッピ・デルタに長い間その影を投げかけてきた」と語っていた。

## 人口動態
1900年から1930年、農園主は畑の労働力として中国人移民を採用したが、最も初期の中国人は1870年にボリバー郡で記録されていた。中国人移民の大半はその後畑を離れて、小さな田舎町の商人になった。これらの町も斜陽になると、他のデルタの住人と同様に、都市や他の州に移って行った。その子孫は、国勢調査に残されたアジア系住民の大半となっている。多くの中国人がデルタを離れた一方で、その人口は州内で増加してきた。
州内のアフリカ系アメリカ人人口の中で、21世紀には34%がデルタに住んでおり、黒人の構成比率が最大となる州議会議員選挙区が多い。デルタの多くは連邦議会下院ミシシッピ州第2選挙区に含まれ、2016年時点では民主党員のベニー・トンプソン（アフリカ系アメリカ人）が議員となっている。

## 教育

### 大学
- デルタ州立大学
- ミシシッピ・バレー州立大学[22]

### コミュニティカレッジ
- コアホマ・コミュニティカレッジ
- ミシシッピ・デルタ・コミュニティカレッジ

### 初等中等教育
人種差別があった時代に、公共教育体系では少数民族である中国人の子弟をどのように分類すべきか分からず、当初は黒人が通っている学校に入学することを求めた。その社会経済的ステータスが分類にも影響し、彼らの両親が商人になると法廷に訴えて、特定地域では子供たちを白人の学校に入学させることができた。その後の1960年代後半には学校の人種統合が始まった。
2005年時点で、ミシシッピ・デルタにある公立学校の生徒の大半は黒人であり、私立学校の生徒の大半が白人である。この「事実上」人種分離は、貧しい地域に住むアフリカ系アメリカ人の親はその子供たちを私立学校に入れるだけの入学金・授業料を払えないという経済的理由に一部負っている。雑誌「ジャーナル・オブ・ニグロ・エデュケーション」のスザンヌ・エックスは「国内全体に学校における『事実上』人種分離が存在するが、ミシシッピ・デルタに存在する『事実上』人種分離は、幾らか特異なものである」と書いている。

## メディア
| 新聞と雑誌 - 「ベルゾーニ・バナー」（週刊誌） - 「ディア・クリーク・パイロット」（週刊誌） - 「デルタ・マガジン」（月2回刊行） - 「デルタ・ビジネス・ジャーナル」（月刊誌） - 「クラークスデール・プレス・レジスター」（日刊紙） - 「クリーブランド・ボリバー・コマーシャル」（日刊紙） - 「グリーンビル・デルタ・デモクラット・タイムズ」（日刊紙） - 「グリーンウッド・コモンウェルス」（日刊紙） - 「エンタープライズ・トクシン」（週刊誌） - 「トゥニカ・タイムズ」（週刊誌） | テレビ - WABG-TV （グリーンウッド） - WXVT （グリーンビル） |

デルタ北部ではテネシー州メンフィスを本拠とする新聞の「コマーシャル・アピール」と「デイリー・ニューズ」が購読され、またテレビやラジオもメンフィスのものが視聴されている。

## 交通
航空
- トゥニカ市民空港（トゥニカ）[24]
- ミッドデルタ地域空港（グリーンビル）

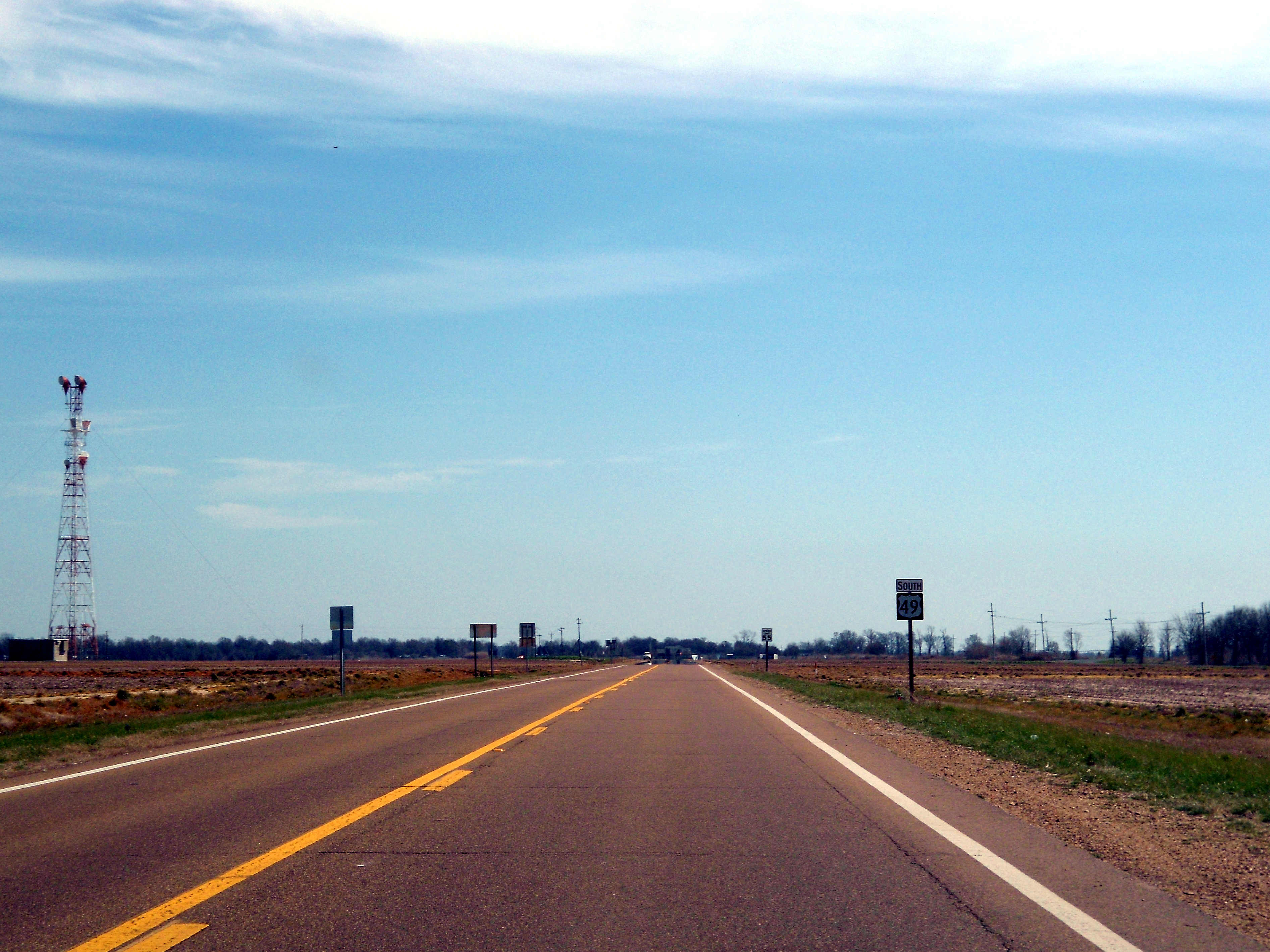
アメリカ国道49号線がミシシッピ・デルタを南北に貫いている

- グリーンウッド・レフロア空港（グリーンウッド）
- クリーブランド市民空港（クリーブランド）
- インディアノーラ市民空港（インディアノーラ）
- ヤズー郡空港（ヤズーシティ）
- フレッチャー・フィールド空港（クラークスデール）
- ルールビル・ドルー空港（ドルーとルールビル）

高規格道路
- アメリカ国道82号線、ニューメキシコ州アラモゴードからジョージア州 ブランズウィックまで東西に走る
- アメリカ国道49号線、アーカンソー州ピゴットからミシシッピ州ガルフポートまで南北に走る
- アメリカ国道61号線、ミネソタ州ワイオミングからルイジアナ州ニューオーリンズまで南北に走る

## 関連図書
- Cobb, James C. The Most Southern Place on Earth: The Mississippi Delta and the Roots of Regional Identity (1992) excerpt and text search; also online edition
- Cosby, A.G. et al.  A Social and Economic Portrait of the Mississippi Delta (1992) online (Alternate, Archive)
- Currie, James T. Enclave: Vicksburg and Her Plantations, 1863-1870 (1980) excerpt and text search
- Dollard, John. Caste and Class in a Southern Town (1937), sociological study of the Delta
- Gardner, Justin, and Nolan, Tom. "An Agricultural Economist's Perspective on the Mississippi Delta," Arkansas Review: A Journal of Delta Studies Aug 2009, Vol. 40 Issue 2, pp 80–89
- Greene, Alison Collis. No Depression in Heaven: The Great Depression, the New Deal, and the Transformation of Religion in the Delta (Oxford University Press, 2015). 317 pp.
- Hamlin, Francoise N. Crossroads at Clarksdale: The Black Freedom Struggle in the Mississippi Delta After World War II (University of North Carolina Press; 2012) 371 pages
- Helferich, Gerry. High Cotton: Four Seasons in the Mississippi Delta (2007) excerpt and text search, growing cotton in the 21st century
- McCoyer, Michael. "'Rough Men in "the Toughest Places I Ever Seen': The Construction and Ramifications of Black Masculine Identity in the Mississippi Delta's Levee Camps, 1900-1935," International Labor and Working-Class History, Spring 2006, Issue 69, pp 57-80
- Morris, Christopher. Becoming Southern: The Evolution of a Way of Life, Warren County and Vicksburg, Mississippi, 1770–1860 (1995) excerpt and text search
- Nelson, Lawrence J. "Welfare Capitalism on a Mississippi Plantation in the Great Depression". Journal of Southern History 50 (May 1984): 225–50. in JSTOR
- Owens, Harry P. Steamboats and the Cotton Economy: River Trade in the Yazoo-Mississippi Delta (1990). excerpt and text search
- Percy, William Alexander. Lanterns on the Levee; Recollections of a planter's son (1941) 347 pages excerpt and text search
- Powdermaker, Hortense. After Freedom: A Cultural Study in the Deep South (1939), anthropological study of the Delta
- Rogers, Kim Lacy. "Lynching Stories". (Archive) In: Rogers, Kim Lacy, Selma Leydesdorff, and Graham Dawson (editors). Trauma and Life Stories: International Perspectives. Routledge: London and New York City. p. 113-130.
- Rubin, Richard. Confederacy of Silence: A True Tale of the New Old South (2002)
- Saikku, Mikko. This Delta, This Land: An Environmental History of the Yazoo-Mississippi Floodplain (University of Georgia Press, 2005). xx, 373 pp. ISBN 0-8203-2673-9
- Willis, John C. Forgotten Time: The Yazoo-Mississippi Delta After the Civil War (2000)
- Woodruff, Nan Elizabeth. American Congo: The African American Freedom Struggle in the Delta (2003) excerpt and text search
- "Nile of the New World", John Gunther, National Park Service